# Égleny
Égleny ist eine französische Gemeinde mit 451 Einwohnern (Stand: 1. Januar 2022) im Département Yonne in der Region Bourgogne-Franche-Comté (bis 2015: Burgund). Die Gemeinde gehört zum Arrondissement Auxerre und zum Kanton Cœur de Puisaye (bis 2015: Kanton Toucy). Die Bewohner nennen sich Égléniens.

## Geografie
Égleny liegt in der Landschaft Puisaye, etwa 18 Kilometer westnordwestlich von Auxerre. Umgeben wird Égleny von den Nachbargemeinden Saint-Maurice-le-Veil im Norden, Poilly-sur-Tholon im Nordosten, Lindry im Osten, Beauvoir im Süden, Merry-la-Vallée im Westen und Südwesten sowie Le Val d’Ocre im Westen und Nordwesten.

## Bevölkerungsentwicklung
| Jahr                      | 1962 | 1968 | 1975 | 1982 | 1990 | 1999 | 200 | 2013 |
| Einwohner                 | 379  | 334  | 329  | 335  | 370  | 399  | 418 | 458  |
| Quelle: Cassini und INSEE |      |      |      |      |      |      |     |      |

## Sehenswürdigkeiten

Kirche Saint-Étienne

- Kirche Saint-Étienne